# 3073 Kursk
3073 Kursk (1979 SW11) là một tiểu hành tinh vành đai chính được phát hiện ngày 24 tháng 9 năm 1979 bởi N. Chernykh ở Nauchnyj.